# Nicolaas van Roemenië

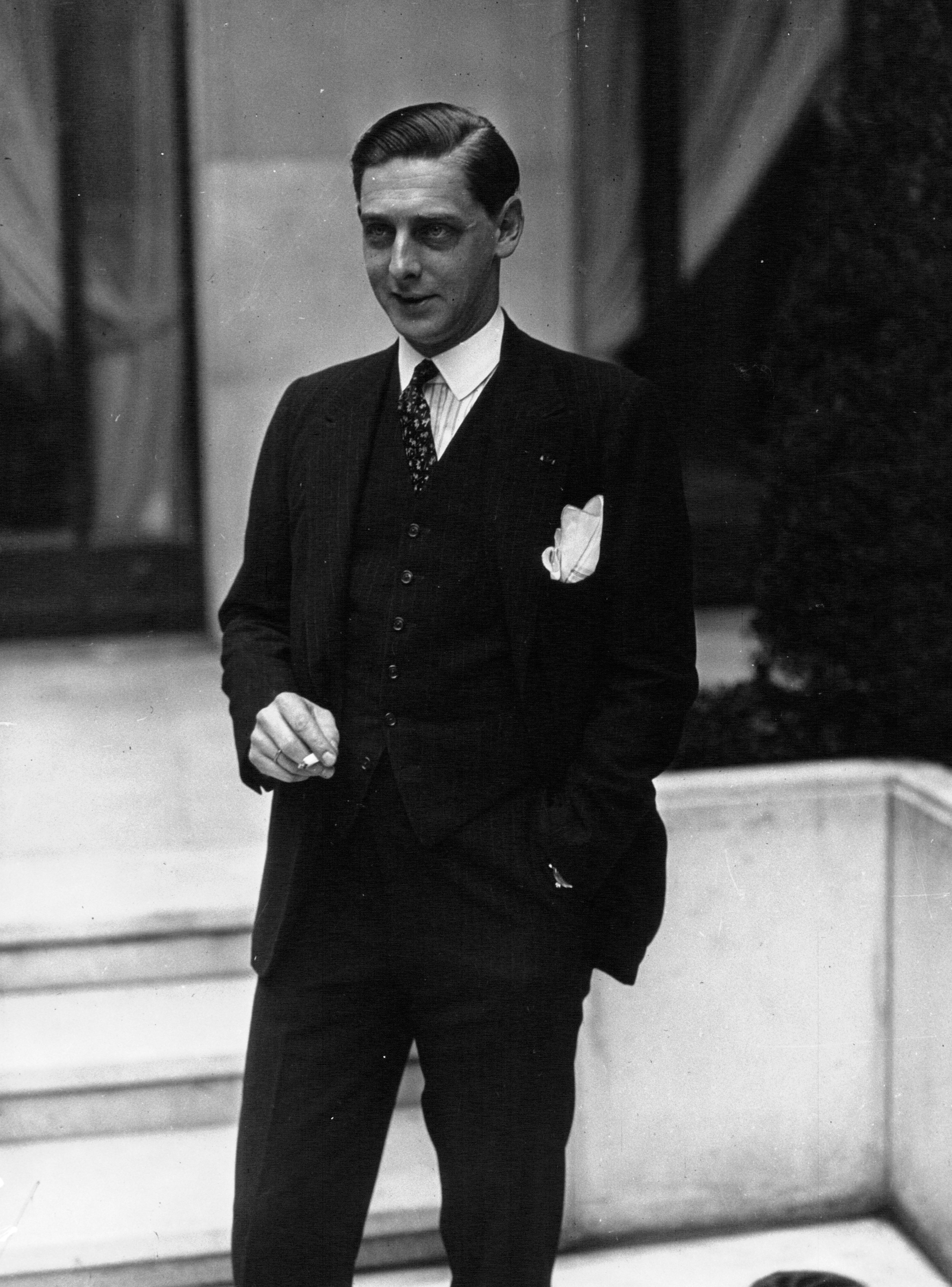
Prins Nicolaas van Roemenië

Nicolaas van Roemenië (Sinaia, 5 augustus 1903 – Madrid, 9 juni 1978) was een Roemeense prins uit het huis Hohenzollern-Sigmaringen.
Hij was een zoon van koning Ferdinand I van Roemenië en Marie van Edinburgh. Hij was een jongere broer van kroonprins Karel, die in 1925 afstand deed van zijn rechten op de troon. Toen Ferdinand in 1927 overleed, werd hij opgevolgd door Karels minderjarige zoontje Michaël. Nicolaas, die op dat moment diende in de Britse Royal Navy, werd teruggeroepen om zitting te nemen in de regentschapsraad, waar onder andere ook de patriarch Miron Cristea deel van uitmaakte.
Hoewel Nicolaas in naam het voornaamste lid was van de raad, betreurde hij het dat hij - die geen belangstelling had voor politiek - zijn legercarrière hiervoor moest opgeven. In navolging van zijn vader trachtte hij de samenwerking met de Nationaal-Liberale Partij voort te zetten. Ook trachtte hij de oppositionele Nationale Boerenpartij te betrekken bij de vorming van een nationale regering, onder leiding van Ion I. Constantin Brătianu.
Onderwijl bleek broer Karel spijt te hebben van zijn troonsafstand en - aanvankelijk tot opluchting van Nicolaas - keerde hij in 1930 terug naar Roemenië om als Carol II de troon te bestijgen. Nicolaas had inmiddels het plan opgevat om een morganatisch huwelijk te sluiten met de - gescheiden - Ioana Dumitrescu-Doletti. Hij vroeg zijn broer, die inmiddels koning was, om raad. Deze adviseerde hem om vooraf formeel geen goedkeuring te vragen. Karel zou dan, een eenmaal gesloten huwelijk als een fait accompli aanvaarden. Toen het huwelijk eenmaal een feit was, zag Karel hierin evenwel een aanleiding om zich van zijn broer te ontdoen. Hij ontnam hem zijn koninklijke titels en stuurde hem het land uit. Nicolaas vestigde zich aanvankelijk in Spanje en later in Zwitserland. Hij was actief als vliegenier (van zijn eigen vliegtuig) en coureur. Zo nam hij in 1933 en 1935 deel aan de autorace 24 uur van Le Mans met zijn Duesenberg Model SJ. Een voorgenomen trans-Atlantische vlucht met zijn eigen vliegtuig ketste af op een veto van zijn moeder, koningin Marie.
Nadat zijn vrouw in 1963 was overleden, hertrouwde hij met de Braziliaanse Thereza Lisboa Figueira de Mello (1913-1997). Geen van beide huwelijken resulteerde in nakomelingschap.
Nicolaas werd in een aantal Roemeense en  Europese ridderorden opgenomen. Zo was hij Ridder Grootkruis in de Orde van Ferdinand I en drager van de keten van de Orde van Carol I. Hij was Baljuw Grootkruis in de Souvereine Militaire Orde van Sint-Jan van Jeruzalem, Rhodos en Malta, De orthodoxe prins stamde af van Tsaar Paul I en kon daarom lid van deze katholieke orde zijn, Grootkruis in de Orde van het Legioen van Eer, de Leopoldsorde, de Orde van de Witte Leeuw, de Orde van de Verlosser en de Orde van de Witte Adelaar.